# آورو ۵۰۱
آورو ۵۰۱ (به انگلیسی: Avro 501) یک هواپیمای ساختِ کارخانهٔ آورو در کشور بریتانیا است. این هواپیما در ۱ ژانویه ۱۹۱۳ میلادی نخستین پرواز خود را انجام داد.